# Abelmoschus manihot
Abelmoschus manihot, polugrm ili grm iz roda abelmošusa, bamije ili okre, porodica sljezovki. Domovina su joj tropska i suptropska Azija i sjeveroistočna Australija, i može se naći kako raste uz potoke i jezera.

## Opis
Ima nekoliko podvrsta. Naraste do 180 cm (6 stopa). Veliki limunožuti cvjetovi traju samo jedan dan, ali duga sezona cvatnje to nadoknađuje. Ne cvjeta dobro kad dan padne ispod 12 sati. Listovi su ukrasni, ali i jestivi. U hladnijim podnebljima može se uzgajati kao jednogodišnja biljka. Iako su srodne bamiji, sjemenke nisu jestive. Jeleni imaju tendenciju ostaviti ovu biljku na miru. Ova biljka lako i brzo raste na dobro dreniranim, ravnomjerno vlažnim, ilovastim tlima na punom suncu i preferira vlažne uvjete.

## Podvrste
- Abelmoschus manihot subsp. manihot
- Abelmoschus manihot subsp. tetraphyllus (Roxb. ex Hornem.) Borss.Waalk.

## Sinonimi
- Hibiscus manihot L. in Sp. Pl.: 696 (1753)